# Kasteel Verhaege

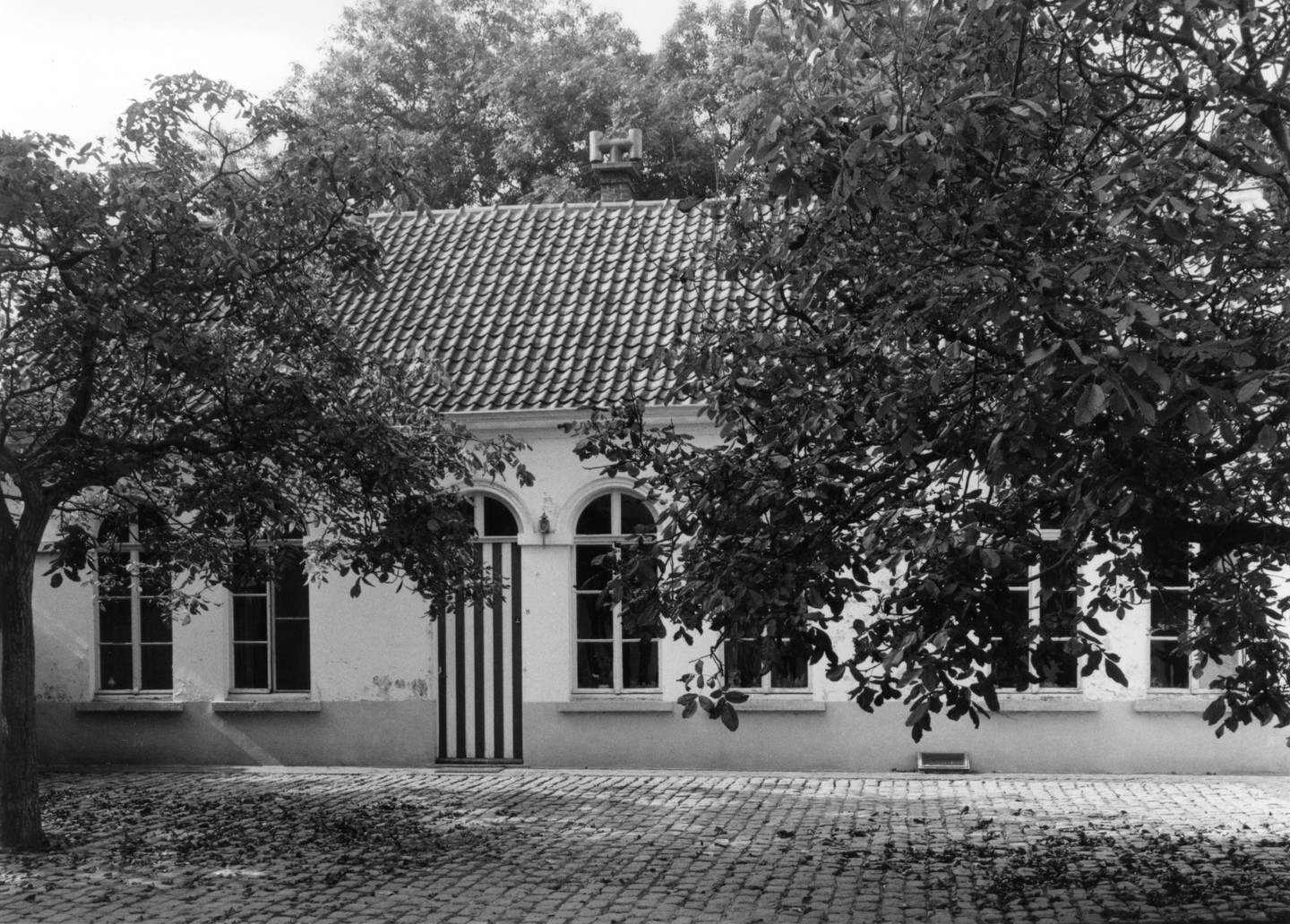
Dienstgebouwen van het voormalig kasteel

Het Kasteel Verhaege is een voormalig kasteel in de tot de Oost-Vlaamse gemeente Merelbeke-Melle behorende plaats Melsen, gelegen aan Melsenstraat 11.

## Geschiedenis
In 1842 werd een kasteeltje als buitenhuis gebouwd. Na 1945 werd het verbouwd tot een villa.
Enkel de personeelswoning en het koetshuis bleven in de oorspronkelijke stijl bewaard.